# Ross Murdoch
Ross Murdoch (Alexandria (Schotland), 14 januari 1994) is een Britse zwemmer.

## Carrière
Bij zijn internationale debuut, op de wereldkampioenschappen zwemmen 2013 in Barcelona, strandde Murdoch in de halve finales van de 100 meter schoolslag en in de series van de 50 meter schoolslag. Op de 4x100 meter wisselslag werd hij samen met Chris Walker-Hebborn, Michael Rock en Adam Brown uitgeschakeld in de series.
Tijdens de Gemenebestspelen 2014 in Glasgow, waar Murdoch zwom namens Schotland, veroverde hij de gouden medaille op de 200 meter schoolslag en de bronzen medaille op de 100 meter schoolslag, daarnaast eindigde hij als zesde op de 50 meter schoolslag. Samen met Ryan Bennett, Cameron Brodie en Robert Renwick eindigde hij als zevende op de 4x100 meter wisselslag. Op de Europese kampioenschappen zwemmen 2014 in Berlijn sleepte Murdoch de zilveren medaille in de wacht op zowel de 100 als de 200 meter schoolslag. Op de 4x100 meter wisselslag zwom hij samen met Chris Walker-Hebborn, Adam Barrett en Stephen Milne in de series, in de finale werden Walker-Hebborn en Barrett samen met Adam Peaty en Benjamin Proud Europees kampioen. Samen met Georgia Davies, Adam Barrett en Rebecca Turner zwom hij in de series van de gemengde 4x100 meter wisselslag, in de finale legden Chris Walker-Hebborn, Adam Peaty, Jemma Lowe en Francesca Halsall beslag op de gouden medaille. Voor zijn aandeel in de series van beide estafettes ontving Murdoch twee gouden medailles.
In Kazan neemt de Brit deel aan de wereldkampioenschappen zwemmen 2015. Op dit toernooi veroverde hij de bronzen medaille op de 100 meter schoolslag. Op de gemengde 4x100 meter wisselslag zwom hij samen met Chris Walker-Hebborn, Rachael Kelly en Francesca Halsall in de series, in de finale sleepten Walker-Hebborn en Halsall samen met Adam Peaty en Siobhan-Marie O'Connor de wereldtitel in de wacht. Voor zijn aandeel werd Murdoch beloond met de gouden medaille. Samen met Chris Walker-Hebborn, Adam Barrett en Benjamin Proud zwom hij in de series van de 4x100 meter wisselslag, in de finale eindigden Walker-Hebborn en Proud samen met Adam Peaty en James Guy op de vierde plaats.
Op de Europese kampioenschappen zwemmen 2016 werd Murdoch Europees kampioen op de 200 meter schoolslag. Op de 100 meter schoolslag behaalde hij de zilveren medaille, achter zijn landgenoot Adam Peaty. Tijdens de finale van de 50 meter schoolslag behaalde hij brons. 

## Internationale toernooien
| Jaar | Olympische Spelen  | WK langebaan | WK kortebaan       | EK langebaan | EK kortebaan  | Gemenebestspelen                                                             |
| ---- | ------------------ | --- | ------------------ | --- | ------------- | ---------------------------------------------------------------------------- |
| 2013 |                    | 30e 50m schoolslag 11e 100m schoolslag 9e 4x100m wisselslag                                                                      |                    | | geen deelname |                                                                              |
| 2014 |                    | | geen deelname      | 100m schoolslag · 200m schoolslag · 4x100 meter wisselslag · Murdoch zwom enkel de series · 4x100 meter wisselslag gemengd · Murdoch zwom enkel de series |               | 6e 50m schoolslag · 100m schoolslag · 200m schoolslag · 7e 4x100m wisselslag |
| 2015 |                    | 100m schoolslag · 4e 4x100m wisselslag · Murdoch zwom enkel de series · 4x100m wisselslag gemengd · Murdoch zwom enkel de series |                    | | geen deelname |                                                                              |
| 2016 | 5-21 augustus 2016 | | 7-11 december 2016 | 50m schoolslag · 100m schoolslag · 200m schoolslag · 4x100m wisselslag · Murdoch zwom enkel in de series                                                  |               |                                                                              |

## Persoonlijke records
Bijgewerkt tot en met 18 augustus 2014
Kortebaan
| Afstand         | Tijd    | Datum            | Plaats    |
| --------------- | ------- | ---------------- | --------- |
| 50m schoolslag  | 26,69   | 11 december 2015 | Edinburgh |
| 100m schoolslag | 57,59   | 12 december 2015 | Edinburgh |
| 200m schoolslag | 2.04,04 | 13 december 2015 | Edinburgh |

Langebaan
| Afstand         | Tijd    | Datum           | Plaats  |
| --------------- | ------- | --------------- | ------- |
| 50m schoolslag  | 27,25   | 20 mei 2016     | Londen  |
| 100m schoolslag | 59,09   | 3 augustus 2015 | Kazan   |
| 200m schoolslag | 2.07,30 | 24 juli 2014    | Glasgow |